# Madagascar nos Jogos Olímpicos de Verão de 2008
Madagascar competiu nos Jogos Olímpicos de Verão de 2008 em Pequim, na China. O país estreou nos Jogos em 1964 e esta foi sua 10ª participação.

## Desempenho

### Atletismo
| Atleta                       | Prova                         | Elims. | Elims. | Quartas     | Quartas     | Semifinal   | Semifinal   | Final       | Final       |
| Atleta                       | Prova                         | Res.   | Pos.   | Res.        | Pos.        | Res.        | Pos.        | Res.        | Pos.        |
| ---------------------------- | ----------------------------- | ------ | ------ | ----------- | ----------- | ----------- | ----------- | ----------- | ----------- |
| Nirinaharifidy Ramilijaona   | 100 m feminino                | 12s07  | 55º    | Não avançou | Não avançou | Não avançou | Não avançou | Não avançou | Não avançou |
| Joseph-Berlioz Randriamihaja | 110 m com barreiras masculino | 13s91  | 36º    | Não avançou | Não avançou | Não avançou | Não avançou | Não avançou | Não avançou |

### Boxe
| Atleta                  | Prova     | Fase de 32             | Fase de 16             | Quartas                | Semifinais             | Final                  |
| Atleta                  | Prova     | Adversário e resultado | Adversário e resultado | Adversário e resultado | Adversário e resultado | Adversário e resultado |
| ----------------------- | --------- | ---------------------- | ---------------------- | ---------------------- | ---------------------- | ---------------------- |
| Jean de Dieu Soloniaina | Peso leve | MEX F. Vargas D 9-2    | Não avançou            | Não avançou            | Não avançou            | Não avançou            |

### Judô
Masculino
| Atleta       | Categ. | Preliminar             | Fase de 32                | Fase de 16             | Quartas                | Semifinais             | Repescagem 1ª fase     | Repescagem Quartas     | Repescagem Semifinais  | Final                  |
| Atleta       | Categ. | Adversário e resultado | Adversário e resultado    | Adversário e resultado | Adversário e resultado | Adversário e resultado | Adversário e resultado | Adversário e resultado | Adversário e resultado | Adversário e resultado |
| ------------ | ------ | ---------------------- | ------------------------- | ---------------------- | ---------------------- | ---------------------- | ---------------------- | ---------------------- | ---------------------- | ---------------------- |
| Norbert Elie | −60 kg |                        | PRK Kim. K-J. D 1000-0000 | Não avançou            | Não avançou            | Não avançou            | Não avançou            | Não avançou            | Não avançou            | Não avançou            |